# Ootje Nack
Ootje Nack (Engels: Nanny Ogg), of Gytta Nack is een personage uit de Schijfwereld boeken van de Britse schrijver Terry Pratchett.
Gytta Nack is een heks uit Lankhr. Ze is een mollige, moederlijke vrouw met een grote bos wit krullend haar. Ze is drie keer getrouwd geweest en heeft vijftien kinderen, waaronder Janus, Dries, Wiebe, Roel, Sjaak, Leo Teo, Ellie en Sjarleentje. Haar kat heet Griezo (Greebo). Ze woont in de stad Lankhr, hoofdstad van het gelijknamige koninkrijk.
Met Opoe Wedersmeer (Granny Weatherwax) en Magraat Knophlox (Magrat Garlick) vormt ze een heksenkring. Ootje Nack voelt zich overal thuis en kan erg goed overweg met andere mensen, in tegenstelling tot Esmee Wedersmeer. Ze zijn in veel dingen elkaars tegenpool.
Ootje Nack is van het uitbundige type en ze houdt ervan om dubbelzinnige liedjes te zingen, waaronder klassiekers als "Het egeltje laat zich niet naaien" en "Een tovenaar heeft een stok met een knop eraan".